# Wei Chun-heng
Wei Chun-heng (chinesisch 魏均珩, Pinyin Wèi Jūnháng; * 6. Juli 1994 in Hualien) ist ein taiwanischer Bogenschütze.

## Karriere
Wei Chun-heng erzielte seine ersten internationalen Erfolge bei der Sommer-Universiade 2015 in Gwangju mit dem Gewinn der Silbermedaillen im Mixed und im Mannschaftswettbewerb. Sowohl bei der Sommer-Universiade 2017 in Taipeh als auch Sommer-Universiade 2019 in Neapel wiederholte er mit der Mannschaft den zweiten Platz, während ihm 2019 schließlich im Mixed auch der Gewinn der Goldmedaille gelang. Wei wurde 2017 in Mexiko-Stadt im Einzel Vizeweltmeister und belegte 2021 mit der Mannschaft in Yankton den dritten Platz. Dazwischen sicherte er sich bei den Asienspielen 2018 in Jakarta mit der Mannschaft die Goldmedaille. 2016 gab er außerdem in Rio de Janeiro sein Olympiadebüt im Einzel und im Mannschaftswettbewerb. In der Einzelkonkurrenz schied er nach einem neunten Rang in der Platzierungsrunde in der zweiten Runde aus, während mit der Mannschaft bereits nach einer Niederlage in der ersten Runde der Wettkampf zu Ende war.
Bei den 2021 ausgetragenen Olympischen Spielen 2020 in Tokio ging Wei in zwei Disziplinen an den Start. Im Mannschaftswettbewerb belegte er mit Deng Yu-cheng und Tang Chih-chun mit 1985 Punkten den sechsten Rang in der Platzierungsrunde. Danach besiegten die Taiwaner nacheinander die Mannschaften Australiens, Chinas und der Niederlande. Im Finale gegen Südkorea unterlagen sie schließlich glatt mit 0:6 und gewannen somit die Silbermedaille. Im Einzel beendete Wei die Platzierungsrunde mit 661 Punkten auf dem 21. Platz. In der K.-o.-Runde schied er in der zweiten Runde gegen seinen Landsmann Tang Chih-chun aus.